# محمدحسین احمدی شاهرودی
محمدحسین احمدی شاهرودی (متولد ۱۳۳۷) قاضی و نماینده استان خوزستان در مجلس خبرگان رهبری در دوره چهارم و پنجم بود. او پیش از این مستشار دیوان عالی کشور، دبیر هیئت مرکزی گزینش قوه قضائیه و عضو هیئت اجرایی مشاوران حقوقی، وکلا و کارشناسان قوه قضائیه بود. او از اعضای اصلی هیات مرگ شمرده می‌شود.

## زندگی
او فرزند علی‌اصغر احمدی و متولد نجف اشرف، عراق است. پدر او از استادان حوزه‌های علمیه نجف و قم بود که در سال ۱۳۶۸ و در سن ۶۹ سالگی در جریان انتفاضه شیعیان عراق توسط عوامل دولت عراق در حرم علی بن ابی‌طالب در نجف دستگیرشده و کشته شد. او نزد پدرش و نیز سید ابوالقاسم خویی تحصیل کرد. پس از انقلاب اسلامی ایران او و چند نفر از دیگر روحانیون نجف دستگیر و اخراج شدند. او در ۱۳۵۸ برای تحصیل به قم آمد.
او در زمان تحصیل در حوزه علمیه قم نزد میرزا جواد تبریزی وحید خراسانی و سید کاظم حائری تحصیل کرد و به اجتهاد رسید. 
احمدی بعد از آن به سمت حاکم شرع و رئیس دادگاه‌های انقلاب اسلامی در استان خوزستان منصوب شد. وی همچنین در جنگ ایران و عراق مشارکت داشت.
از دیگر سمتهای او رئیس نهاد نمایندگی رهبر جمهوری اسلامی ایران در منطقه شش دانشگاه آزاد اسلامی استان خوزستان و مدیر کلی گزینش و استخدام قضات سراسر کشور به انتصاب سید محمود هاشمی شاهرودی بوده‌است.

## اعدام زندانیان سیاسی در سال ۱۳۶۷
محمدحسین احمدی شاهرودی به عنوان حاکم شرع و رئیس دادگاه‌های انقلاب اسلامی استان خوزستان از مسئولان رسیدگی به پرونده‌های زندانیان سیاسی در سال ۱۳۶۷ بوده و در صدور احکام اعدام برای آنان نقش داشته‌ است.
در ۱۷ مرداد ۱۳۹۶ احمدی شاهرودی در گفت‌وگویی با خبرگزاری تسنیم،  نقش خود در اعدام دسته‌جمعی زندانیان سیاسی ایران در تابستان ۱۳۶۷ را تایید کرد و گفت:«در همان سال ۶۷ (تاریخ دقیق آن را نمی‌دانم) نیمه شبی بود که مدیرکل اطلاعات و  و دادستانی وقت آمدند و به من نامه‌ای را دادند که در آن نامه حکمی از امام بود مبنی بر برخورد با منافقین. متن نامه این بود آنهایی که پافشاری سر موضع دارند، محکوم به اعدام‌ هستند که تشخیص آن به عهده رای اکثریت هیئت سه نفره یعنی دادستان، حاکم شرع و مدیرکل اطلاعات است.»
سازمان عفو بین‌الملل در گزارشی حاوی اسناد و مدارکی از اعدام‌ زندانیان سیاسی در سال ۱۳۶۷، این اعدام‌ها را مصداق «جنایت علیه بشریت» دانسته و از احمدی شاهرودی به عنوان یکی از اعضای «هیئت مرگ» نام برده است. هیئت مرگ، کمیته‌ای متشکل از مقام‌های امنیتی و قضایی در سال ۱۳۶۷ بود که پس از پرسش درباره عقاید سیاسی و یا مذهبی زندانیان، در مورد اعدام یا زنده ماندن آنها تصمیم می‌گرفت. 
محمد رضا آشوغ، زندانی سیاسی دهه ۶۰ نیز که از اعدام زندانیان سیاسی سال ۱۳۶۷ در دزفول جان به در برده است، در مصاحبه‌ای با صدای آمریکا، محمد حسین احمدی شاهرودی را از اعضای «هیئت مرگ» معرفی و مواجه خود با این هیئت را چنین روایت کرده است:«شنبه هشتم مرداد ۶۷ به ما گفتند که هیئت عفو می‌آید. ما را به صف کرده و در گروههای هشت نفری به داخل اتاق بردند. هنگام صحبت چشمبندم را برداشتم و دیدم که آقای آوایی(وزیر کنونی دادگستری)، محمد حسین احمدی حاکم شرع، شمس الدین کاظمی، عبدالرضا سالمی‌نژاد، نماینده اطلاعات و چند نفر دیگر بودند. از من پرسیدند مسلمانید؟ گفتم بله پدرم گفته مسلمانم. پرسیدند. برای کشورت حاضری بجنگی؟ گفتم بله. نماینده اطلاعات گفت حالا که مسلمانی حاضری به خاطر اسلامی روی مین بروی؟ گفتم حالا چون مسلمانم باید بروم روی مین؟ بین خود آقایان به خاطر نوع پرسیدن این سئوال بحث شد و در نماینده اطلاعات گفت که نامش را در لیست بنویسند.»
به گفته سازمان عفو بین‌الملل در قتل‌عام زندانیان سیاسی در تابستان ۱۳۶۷، نزدیک به ۵۰۰۰ تن طی چند ماه اعدام شدند.

## انتقاد به اعدام زندانیان سیاسی ۶۷
محمد حسین احمدی شاهرودی قاضی مورد اشاره منتظری بود، که از روند اعدام‌ها انتقاد کرده بود، در مقطع اعدام‌ها در نامه‌ای خطاب به خمینی ضمن بیان جزئیاتی از سختگیری و تندروی در اعدام زندانیان، خواسته‌است: «ملاک و معیاری برای این امر مشخص فرمایید تا مسئولین اجرا دچار اشتباه و افراط و تفریط نشوند.»